# Santa Teresa (Puntarenas)
Santa Teresa ist ein Ferienort im Westen des mittelamerikanischen Staates Costa Rica. 
Der Ort liegt direkt am Pazifik an der Südspitze der Nicoya-Halbinsel in der Provinz Puntarenas etwa 150 km westlich von San José. Seit den 1990er-Jahren hat er sich von einem kleinen Fischerdorf zu einem beständig wachsenden Urlaubsort entwickelt. Der Strand Playa Carmen von Santa Teresa und der des Nachbarortes Mal País sind aufgrund der hohen Wellen und des beständigen Windes besonders beliebt bei Surfern und Wellenreitern.
Für eine tropische Strandregion ist das Klima sehr mild. Es regnet weniger als in der Karibik; der Wald in dieser Gegend erstreckt sich von einem Trockenwald im Norden bis zu tropischem Regenwald im Süden. 
Koordinaten: 9° 39′ N, 85° 11′ W